# Важка атлетика на літніх Олімпійських іграх 1948
Змагання з важкої атлетики на літніх Олімпійських іграх 1948 тривали з 9 до 11 серпня в Ерлс Корт. Змагалися тільки чоловіки. Розіграно 6 комплектів нагород. Вперше від 1920 року відбулися зміни в програмі: введено легшу вагову категорію.

## Медальний залік
| Дисципліни      | Золото                | Срібло                          | Бронза                            |
| --------------- | --------------------- | ------------------------------- | --------------------------------- |
| Легша вага      | Джозеф Деп'єтро · США | Джуліан Крюс · Велика Британія  | Річард Том · США                  |
| Напівлегка вага | Махмуд Фаяд · Єгипет  | Родні Вілкс · Тринідад і Тобаго | Джафар Салмасі · Іран             |
| Легка вага      | Ібрагім Шамс · Єгипет | Аттія Хамуда · Єгипет           | Джеймс Голлідей · Велика Британія |
| Середня вага    | Френк Спеллман · США  | Піт Джордж · США                | Кім Сон Джип · Південна Корея     |
| Напівважка вага | Стенлі Станчик · США  | Гарольд Саката · США            | Єста Маґнуссон · Швеція           |
| Важка вага      | Джон Девіс · США      | Норберт Шеманскі · США          | Абрагам Шаріте · Нідерланди       |

## Таблиця медалей
| Місце               | Країна                  | Золото | Срібло | Бронза | Загалом |
| ------------------- | ----------------------- | ------ | ------ | ------ | ------- |
| 1                   | США (USA)               | 4      | 3      | 1      | 8       |
| 2                   | Єгипет (EGY)            | 2      | 1      | 0      | 3       |
| 3                   | Велика Британія (GBR)   | 0      | 1      | 1      | 2       |
| 4                   | Тринідад і Тобаго (TRI) | 0      | 1      | 0      | 1       |
| 5                   | Іран (IRI)              | 0      | 0      | 1      | 1       |
| 5                   | Нідерланди (NED)        | 0      | 0      | 1      | 1       |
| 5                   | Південна Корея (KOR)    | 0      | 0      | 1      | 1       |
| 5                   | Швеція (SWE)            | 0      | 0      | 1      | 1       |
| Загалом (8 збірних) | Загалом (8 збірних)     | 6      | 6      | 6      | 18      |